# Чарноцин (Поморське воєводство)
Чарноцин (пол. Czarnocin) — село в Польщі, у гміні Скаршеви Староґардського повіту Поморського воєводства.
Населення — 222 особи (2011).
У 1975-1998 роках село належало до Гданського воєводства.

## Демографія
Демографічна структура станом на 31 березня 2011 року:
|          | Загалом | Допрацездатний вік | Працездатний вік | Постпрацездатний вік |
| -------- | ------- | ------------------ | ---------------- | -------------------- |
| Чоловіки | 116     | 15                 | 86               | 15                   |
| Жінки    | 106     | 18                 | 66               | 22                   |
| Разом    | 222     | 33                 | 152              | 37                   |